# Sebastián Sabini
Sebastián Sabini Giannecchini (Montevideo, 11 de junio de 1981) es un profesor y político uruguayo. 
Es diputado de Canelones por el partido Frente Amplio con la lista 609. Ocupa este cargo por tercer período consecutivo desde 2010, encabezando esa lista de ese departamento en las últimas dos elecciones nacionales. Pertenece al Movimiento de Liberación Nacional - Tupamaros (MLN-T) e integra el Movimiento de Participación Popular (MPP), Frente Amplio. Fue miembro redactor e informante de la ley 19.172 de Regulación y Control del Cannabis durante el gobierno de José Mujica. Es profesor de Historia desde el año 2004, fecha en la que egresó del Instituto de Profesores Artigas (IPA). En 2008 obtuvo un diploma en Historia Económica y Social en la Facultad de Ciencias Sociales de la Universidad de la República (UDELAR) y es magíster en esta misma disciplina desde el 2018. Es miembro de la Asociación Uruguaya de Historia Económica y fue miembro de la Asociación Brasileña de Investigadores en Historia Económica.

## Biografía
Creció junto a su madre, su padre y sus dos hermanos en el barrio Prado de Montevideo, durante su adolescencia la familia se trasladó a una chacra en la zona de Cuchilla Pereira,  zona rural cercana a la ciudad de Las Piedras. Allí se dedican a la actividad agropecuaria en pequeña escala durante algún tiempo, y su mamá monta un pequeño taller para dedicarse a la producción de cerámicas artesanales, su padre trabajó en la construcción hasta su jubilación. 
Su educación primaria la realizó en la Escuela N° 105 de Millán y la Escuela Luis A. de Herrera. Cursó ciclo básico en el Liceo N° 18 y bachillerato en el Liceo Manuel Rosé de Las Piedras. En el 2000 ingresó al Instituto de Profesores Artigas, graduándose como Profesor de Historia.
En su trabajo como docente ha impartido clases de enseñanza media en la educación pública en diferentes localidades como (Progreso, Canelones, Las Piedras, Pando, Suárez), tarea que desarrolló hasta asumir como legislador. Ha participado en diferentes investigaciones y encuentros relacionados con la disciplina de Historia económica en la Facultad de Ciencias Sociales de la Universidad de la República entre 2006 y 2008.[cita requerida]
El 16 de diciembre del 2018 egresó como magíster en Historia Económica del Programa de Historia Económica y Social de la Universidad de la República, en proceso de realización de su Tesis sobre las relaciones salariales en la empresa FUNSA.

## Actividad académica
Publicó durante el 2018 en la Revista «história econômica & história de empresas» vol. 21 no 2 el artículo «Breve historia de la Fábrica Uruguaya de Neumáticos SA. en el Uruguay (1935-1974)», editada por Associação Brasileira de Pesquisadores em História Econômica.
En diciembre del 2019 publicó en la Revista Uruguaya de Historia Económica de la Asociación Uruguaya de Historia Económica un artículo sobre la empresa FUNSA titulado «Del mercado cerrado a la apertura, la Fábrica Uruguaya de Neumáticos S.A. (1974-2002)» a la publicación.
En junio del año 2020 publicó en la revista Claves, de la Facultad de Humanidades y Ciencias de la Educación de la Universidad de la República bajo el título «El largo conflicto de la empresa FUNSA con sus trabajadores 1936-1960».

## Ámbito político
En 1996 participó en las movilizaciones estudiantiles contra la reforma impulsada por Germán Rama, reclamando la inclusión de los estudiantes en el proceso de transformación educativa. Integra desde 1997 el Movimiento de Participación Popular (MPP) del Frente Amplio. En 1999 comenzó su militancia en el Movimiento de Liberación Nacional - Tupamaros.
En 2005 fue elegido (en elecciones internas) como dirección departamental del MPP. Ese mismo año asume como Director de Comuna Joven (Área de Juventud de la Comuna Canaria), cargo que desempeñó hasta el año 2009 cuando resultó electo representante nacional por el departamento de Canelones en las elecciones nacionales de ese año.
En 2011, en el marco de su actividad parlamentaria, presentó el proyecto de ley "Plantación y consumo de cannabis". Esta primera iniciativa contó con el apoyo de la mayoría de los partidos políticos. Desde ese momento, presidió la comisión especial parlamentaria "Adicciones y drogas" (anteriormente llamada "Adicciones y su impacto en la sociedad uruguaya"), donde fue tratado y elaborado el proyecto de ley “Marihuana y sus derivados” enviado al Parlamento por parte del poder ejecutivo durante la presidencia de José Mujica. Este proyecto se convirtió en la Ley 19.172 de Regulación y Control del Cannabis, la cual establece el Control y la regulación de la importación, producción, adquisición, almacenamiento, comercialización y distribución por parte del Estado. Sabini continuó impulsando otro paradigma en la política de drogas en Uruguay, el cual defiende como un "modelo no prohibicionista, que regula mercados y defiende los derechos y la salud de los usuarios".
Por otra parte a partir del año 2012 trabajó en el proyecto de creación de la Universidad Tecnológica (UTEC) donde tuvo un rol destacado en la construcción los acuerdos interpartidarios que dieron lugar a la posterior aprobación de dicha ley.
Fue transversal a su primer período legislativo, su trabajo en el proyecto IUDE (Instituto Universitario de Educación). Sabini fue miembro informante del proyecto de creación de la Universidad de Educación (UNED) el cual obtuvo media sanción en diputados, no contando con las mayorías necesarias en el senado.
Asimismo trabajó en la elaboración del proyecto de Ley de Matrimonio Igualitario en conjunto con la organización Ovejas negras, que fue promulgada en agosto de 2013.
Fue reelecto Representante Nacional por la lista 609 en las elecciones nacionales celebradas en octubre de 2014. Actualmente integra la Comisión de Educación y Cultura y la Comisión Especial de Adicciones de la Cámara de Representantes.
Durante su segundo período como legislador, trabajó dando impulso al debate educativo, con miras a un próximo congreso nacional de educación. y en la concreción de una ley que cree la Universidad de Educación (UNED) la cual permitiría incluir en la carrera docente, la extensión y la investigación.
El 2018 estuvo marcado por la promulgación de la Ley Integral para Personas Trans (N° 19.684), Sebastián presidió las jornadas de debate y su posterior aprobación.
Actualmente es el primer suplente de la senadora Lucía Topolansky en la legislatura actual (XLIX 2020-2025). Integra la Comisión de Educación y Cultura y la Comisión Especial de Adicciones de la Cámara de Representantes. Ha participado activamente sobre el debate educativo en el Uruguay desde el parlamento, en diferentes instancias nacionales y con la publicación de artículos en medios de prensa local.[cita requerida]